# Беркли, Гемфри
Гемфри Джон Беркли (англ. Humphry John Berkeley; 21 февраля 1926 — 14 ноября 1994) — великобританский политик, с 1959 по 1966 год член Парламента Великобритании от округа Ланкастер от Консервативной партии, впоследствии часто менял свою партийную принадлежность. Один из сторонников принятия законопроекта о легализации мужских гомосексуальных отношений в 1965 году, сам был известен среди коллег как гомосексуал.